# Ахтырская крепость
Ахтырская крепость — деревянная крепость Ахтырки, построенная в XVII веке.
Первые славянские поселения на реке Ахтырке существовали ещё в древнерусскую эпоху, но были они были сметены монгольским нашествием на Русь. В 1641 году на русско-польском рубеже польскими властями был возведён деревянный острог, в противовес новой русской крепости Вольный. Первым урядником был назначен пан Якубовский. В 1646 году острог занял Иеремия Вишневецкий, но уже в следующем году в ходе размежевания территории по условиям Поляновского мира Ахтырка была передана Русскому царству. Крепость была передана пустой, так как население было угнано в Польшу. На тот момент это был дубовый острог с 11 башнями и стенами общей протяжённостью 700 м. Ахтырка была включена в состав Белгородской линии и стала её самым западным пунктом. В 1650 году в связи с ожидаемым крымскотатарским набегом было принято решение покинуть и разрушить острог. В 1654 году на заброшенном городище был основан Свято-Троицкий мужской монастырь.
Новую крепость построили в 4 верстах к югу за Ворсклой в излучине реки Ахтырки. В 1653—1654 годах здесь поселилось несколько сот казаков-переселенцев под началом атамана Д. Иванова. Крепость строилась в 1654—1655 годах под руководством воеводы Вольного Лариона Камынина. В плане она представляла собой неправильный многоугольник, который с севера и запада омывался рекой Ахтыркой. Крепость окружал дубовый острог общей протяжённостью 1874 м и высотой 4,26 м. Крепостные стены венчали 14 башен, из них четыре проездные — Вольновская, Куземинская, Грунская и Мостовая. С трёх сторон крепость окружал ров шириной 6,39 м и глубиной 4,16 м, перед которым возвели надолбы. В крепости были две церкви — Никольская и Преображенская. Население крепости и окружающих её посадов быстро росло и уже к 1658 году сформировался Ахтырский слободской полк.
В 1661 году к Ахтырке подступали мятежные запорожские казаки и крымские татары под началом полтавского полковника Фёдора Жученко, однако им не удалось склонить на свою сторону ахтырских казаков. Полковник Иван Донец и воевода Андрей Арсеньев разбили мятежников. Ахтырские казаки вновь проявили стойкость и преданность во время мятежа Брюховецкого в 1668 году, когда выдержали осаду, за что были награждены привилегиями и хорошим содержанием. До 1689 года окрестности Ахтырки регулярно подвергались крымскотатарским нападениям, но крепость не была взята.
В 1677 году крепость была перестроена. Острожную стену заменили на рубленную из треугольных городен. Общий периметр крепости увеличился до 1947 м. В 1679 году в Ахтырке были волнения, при которых был ранен военачальник Григорий Косагов. В 1687 году в Ахтырке расположился князь Василий Голицын, предпринявший первый Крымский поход. В 1709 году в Ахтырке находился Пётр I, наблюдавший за подготовкой крепости к обороне ввиду приближения шведов. Чуть позже к Ахтырской крепости подошли четыре шведских кавалерийских полка под началом генерал-майора Хуго Юхана Гамильтона, однако не решились атаковать хорошо укреплённый город.
К 1718 году Ахтырская крепость несколько уменьшилась за счёт уничтожения той части укрепления, что клином выходила к реке Ахтырке. Новый периметр, не считая места, занятого бастионами, составлял 1557 м. Основой её укреплений был мощной земляной вал шириной 4,3 мс бревенчатой одеждой, имевший шесть пятистенных рубленных бастионов. В вал были встроены шесть шести- и восьмигранных башен. Перед Колонтаевскими воротами располагался полукруглый равелин, состоявший из срубов, засыпанных землёй, поверх которых был сооружён палисад. К крепости примыкал дубовый острог длиной 1054 м с тремя проездными башнями. Вокруг крепости кольцом располагались предместья.
Во второй трети XVIII века Ахтырка утратила военное значение, однако её городские укрепления сохранялись. В крепости были две каменные церкви Успенская и Покровская. Последняя сохранилась до наших дней как Покровский собор, пережив крепость, которая была срыта в первой половине XIX века.